# Cefalee
Cefaleea sau cefalalgia este o durere localizată oriunde în zona capului sau a gâtului. Aceasta poate apărea în diferite situații patologice. Adesea este un simptom benign, dar câteodată poate să indice un proces patologic sever.  Durerea nu are ca punct de plecare țesutul cerebral, acesta nefiind dotat cu receptori pentru durere, ci alte organe ale extremității cefalice, intra- sau extracraniene (ex: vase sangvine, meningele, sinusuri, piele, ochi etc.).